# 蘆山飛仙關及南界牌坊
蘆山飛仙關及南界牌坊位於四川省雅安市蘆山縣，文物遺址年代判定為明代、清代。2007年6月1日公佈為四川省第七批文物保護單位。